# Оршанський замок

Орша в 17 столітті. 1 — замок, 2 — Наддніпров'я, 3 — Зааршиння, 4 — Воскресенська церква, 5 — Миколаївська церква, 6 — Задніпров'я, 7 — Іллінська церква, 8 — Куцейський монастир

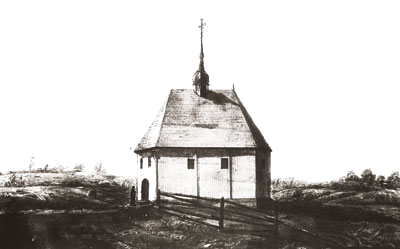
Церква на старому замку в Орші, 17 століття

Оршанський замок існував у XIV—XVII століттях. Розташований у місці злиття Дніпра та Оршиці.
Мурований 5-вежевий замок будувався з 1398 по 1407 рік місцевим населенням за участю майстра-муляра з Крулевця (Кенігсберґа). З економічних та політичних міркувань не був повністю замурований і в XV ст., добудований із дерева. Фундамент стін і веж замку стояв на вапняковій подушці, мав висоту близько 1 м і складався з валунів середнього розміру. Стіни виконані в техніці «смугастої кладки», де ряди вмонтованих валунів вирівнюються рядами великої цегли. Система цегли «балтійська» — чергування 2 руба та 1 сторчака, що дає можливість датувати Оршанський замок кінцем XIV — поч. XV століття та ще більше підтверджує письмові свідчення про тогочасні будівельні роботи.
За письмовими джерелами XVI—XVII ст. вхід у замок зі сходу був через міст, перекинутий через рів, що живиться водою Оршиці. У 1560 р. двоярусна дерев'яна замкова брама на цегляному фундаменті мала систему замкових конструкцій. Внизу брами стояла велика бронзова гармата, друга невелика залізна гармата була на другому поверсі. Шлюз закривав «взвод» — підйомний міст. Брама була з'єднана стіною з двоярусною напівстінною вежею ліворуч. Там була невеличка гармата. Далі стіна йшла на схід і упиралася на третю вежу, до рівня другого ярусу була мурована, а зверху зроблена з дерева. Нижню його частину займав цейхгауз, де було 33 гаківниці, 20 аркебуз, 3 маленькі залізні гармати, старомодне залізне «кий-ку стрелбе», запас гарматних ядер, куль, свинцю, пороху, селітри, сірки, ґноту та інше. На березі Дніпра була четверта двоповерхова вежа з гарматою. Під цегляною стіною містився «дерев'яний сховок, заснований для води з Дніпра». Краєм високого правого берега Дніпра ішла стіна до п'ятої вежі. У верхній частині замкових стін, на консольних балках було зроблено бойову галерею — «обланки», де були гармати, відразу ближче до воріт висів «великий дзвін із клепалом», що дзвонив «на тривогу». Всередині замку, недалеко від цегляних стін, примикала 101 дерев'яна городня, де у воєнний час були «кліті, у яких можна було заховатися в разі потреби» та сховати скарби городян, шляхти та селян замкової волості. Периметр мурованого замку становив 354 м.
Наприкінці XVI ст. Оршанський замок ще не добудований. Московський писар Трифон Коробейников, проходячи через Оршу в січні 1593 р., зазначив: «Місто Орша кам'яне, стоїть на річці Непре на березі з литовського боку, а верхній бій на стіні та дерев'яних вежах». У 1594 р. король Сигізмунд III зобов'язав жителів Орші «закріпити дерев'яні форми на замковій стіні з Іршиці і заробляти їх знову, коли вони впадуть». Замком опікувались селяни замкової волості, вони разом із городянами відремонтували цегляні та дерев'яні стіни, відремонтували міст перед замком та замковий ставок. У 1529 р. до них долучилися вихідці з Гродненщини — Василішек, Дубичева, Острини та з волості Любашанської на Могилівському Подніпров'ї.
Відповідно до «Уставів повинностей» за 1560 рік, міщани Орші зобов'язувались «закріпити одну стіну в замку і побудувати міст перед замком, дати послам і гінцям станцію, а також дати підводні гроші … і наповнити охорону замку». Крім того, всередині замку з боку Оршиці вони «збудували старовинним звичаєм» город, у хорошому стані тримали схованку до води, викопали його під підйомним мостом — «взводом», дали 2 нічних охоронців та «воротного меркуля за старим звичаєм». Як і в кожному прибережному замку, місцеві зброярі ремонтували та виготовляли ручну вогнепальну зброю та пороху.
Після 1620 року Оршанський замок був повністю побудований із каменю («камень дич до зубцоў»). Зубці, очевидно, були з цегли. Висота замкових стін до зубців була однаковою: з небезпечного «доступного» боку — з півночі та заходу до 8 м, з боків, захищених річками та високими берегами — 5,3 м, ширина замкової стіни була «в сажнях» (близько 2 м).
Оршанський замок неодноразово був обложений. У 1500 році він був окупований і утримувався протягом 3 років військами Російської держави. У 1507 і 1519 рр. облоги повторялися. Замок успішно витримав тривалу облогу в 1562-64. Восени 1654 року Оршанський замок, який незадовго до цього пережив два пожежі, був захоплений російськими військами. У грудні 1654 року армія Радзивілла захопила замок і тримала його до 11.5.1655. Пізніше російський стольник 3. Ф. Леонтьєв знову зайняв його і протримав до кінця війни між Росією та Річчю Посполитою 1654-67. Після цих подій замок занепав, а згодом не виконував своїх оборонних функцій.